# Alguien te está mirando
Alguien te está mirando es una película argentina de terror que fue estrenada el 3 de noviembre de 1988, escrita y dirigida por Gustavo Cova y Horacio Maldonado. Su banda sonora cuenta con canciones del grupo de rock argentino Soda Stereo.

## Sinopsis
Un grupo de estudiantes se somete a un experimento realizado por científicos norteamericanos. El mismo consiste en probar los efectos de una nueva droga, la cual permite que un sueño generado por una persona, sea compartido por varios individuos.

## Reparto
Participaron del filme los siguientes intérpretes:
| Actor             | Personaje                        |
| ----------------- | -------------------------------- |
| Marisa Ferrari    | Daniela                          |
| Horacio Erman     | Pablo                            |
| Anamá Pittaluga   | Pity                             |
| Daniela Pal       | Viviana                          |
| Fernando Bonfante | Sergio                           |
| James Murray      | Dr. Brian                        |
| Hugo Halbrich     | Dr. Steven                       |
| Lucy Green        | Dra. Cristie                     |
| Andrea Fusero     | Chica punk                       |
| Stuka             | Punk 1                           |
| Michel Peyronel   | Punk 2                           |
| Osvaldo Santoro   | Empleado de estación de servicio |
| Jorge Abel Martín | Padre de Daniela                 |

## Comentarios
Diego Curubeto en Ámbito Financiero escribió:

«El terror ya osa decir su nombre...verosímil y respetable.»

El Cronista Comercial dijo:

«Suspenso, violencia y acción en curioso tema.»

Manrupe y Portela escriben:

«Clase "B# deliberada y tesis de graduación de esgresados de la Escuela de Cinematografía de Avellaneda, bastante bien realizada. Mantiene el interés hasta un final de cajas chinas.»